# Peaches Jackson
Peaches Jackson (Búfalo, Nueva York; 9 de octubre de 1913 - Honolulu, Hawái; 23 de febrero de 2002) fue una actriz de cine estadounidense. Su hermana, Mary Ann Jackson que también se convirtió en una actriz infantil, y apareció en muchos de los cortometrajes de Little Rascals para Hal Roach. Peaches (Charlotte) dejó de actuar con regularidad en 1925, y luego fue bailarina en la película Dancing Lady (1933) y en It's Great to Be Alive (1933).

## Filmografía
| Año  | Título                     | Personaje                   | Observaciones                            |
| ---- | -------------------------- | --------------------------- | ---------------------------------------- |
| 1917 | His Sweetheart             | Desconocido                 |                                          |
| 1918 | I Love You                 | Niña                        |                                          |
| 1918 | The Hopper                 | Roger Livingston Talbot Jr. |                                          |
| 1918 | The Greatest Thing in Life | Miss Peaches                |                                          |
| 1919 | One of the Finest          | Mary Jane                   |                                          |
| 1919 | A Rogue's Romance          |                             |                                          |
| 1919 | Jinx                       | Huérfana                    |                                          |
| 1920 | Río Grande                 | María Inez                  |                                          |
| 1920 | When Dawn Came             | Niña lesionada              |                                          |
| 1920 | The Girl in the Web        | Bebé                        |                                          |
| 1920 | Lahoma                     | Lahoma, de niña             |                                          |
| 1920 | The Prince Chap            | Claudia                     |                                          |
| 1920 | Midsummer Madness          | Peggy Meredith              |                                          |
| 1921 | Through the Back Door      | Conrad                      |                                          |
| 1921 | A Prince There Was         | Niña pequeña                |                                          |
| 1921 | Miss Lulu Bett             | Niña                        | Sin acreditar                            |
| 1922 | The Bachelor Daddy         | Nita                        |                                          |
| 1939 | Lo que el viento se llevó  | Chica del cancán            | Sin acreditar, (al final de la película) |